# Flambeau River
Der Flambeau River (im Oberlauf auch als North Fork Flambeau River bezeichnet) ist ein 200 km langer linker Nebenfluss des Chippewa River im US-Bundesstaat Wisconsin.
Der Flambeau River entsteht am Zusammenfluss von Manitowish River und Bear River im Norden von Wisconsin. Er wird gleich zu Beginn zur Turtle-Flambeau Flowage aufgestaut. Anschließend fließt er in überwiegend südwestlicher Richtung. Er passiert die Kleinstadt Park Falls. Danach durchfließt er die Stauseen Pixley Flowage und Crowley Flowage 802. Der Mittellauf des Flambeau River befindet sich im Flambeau River State Forest. 77 km oberhalb der Mündung vereinigt sich der Flambeau River mit dem South Fork Flambeau River. Weitere Stauseen am Unterlauf sind Big Falls Flowage, Dairyland Reservoir und Thornapple Flowage 1965. Der Flambeau River passiert im Unterlauf die Kleinstadt Ladysmith und die Ortschaft Thornapple, bevor er knapp 60 km nordnordöstlich von Eau Claire auf den Chippewa River trifft. Der Flambeau River entwässert ein Areal von etwa 4820 km². Der mittlere Abfluss beträgt 50 m³/s. Im April und Mai treten gewöhnlich die höchsten monatlichen Abflüsse auf.
Der Flambeau River gilt als ein beliebtes Kanugewässer.

## South Fork Flambeau River
Der South Fork Flambeau River ist ein 100 km langer linker Nebenfluss des Flambeau River in Wisconsin. Der Flusslauf ist bis auf die letzten Kilometer vollständig innerhalb des Price County. Der South Fork Flambeau River hat seinen Ursprung im Round Lake. Er fließt anfangs nach Westen. Etwa 5 km östlich von Park Falls wendet er sich nach Südwesten. Er passiert die Ortschaft Fifield. Der South Fork Flambeau River mündet schließlich in den Flambeau River. Der Fluss ist auf seiner Fließstrecke ohne Staubauwerk.